# Чистохвалов, Виктор Александрович
Ви́ктор Алекса́ндрович Чистохва́лов (15 августа 1921 года, Коломна — 31 августа 1973 года, Москва) — советский футболист и тренер. Заслуженный мастер спорта СССР. Четырёхкратный чемпион СССР, двукратный обладатель кубка СССР. Известен в основном по выступлениям за ЦДКА.

## Биография
Начал карьеру футболиста в 1938 году в коломенском клубе «Металлист».
В 1940 году перешёл в московский «Спартак», в котором провёл один сезон в клубной команде.
В 1941—1943 годах выступал за московский ЦДКА. В 1944 году присоединился к только что созданной команде МВО, за которую выступал до конца 1946 года. В 1947 году вернулся в ЦДКА, с которым впоследствии стал четырёхкратным чемпионом СССР и двукратным обладателем кубка страны.
В 1952 году армейский клуб был расформирован, и Чистохвалов некоторое время числился в составе ВВС, а после того как и этот клуб был распущен, принял решение завершить карьеру футболиста.
В 1950-е годы тренировал армейские клубы Украинской ССР — ДОФ (Севастополь) и СКВО (Киев). С 1960-х годов и до самой смерти практически без перерывов работал тренером в ДЮСШ ЦСКА, среди его воспитанников Павел Коваль, Борис Кузнецов. 
В 1968 году возглавлял кировабадское «Динамо».
Скончался 31 августа 1973 года в Москве. Похоронен на Николо-Архангельском кладбище г. Москвы.

## Достижения

### Командные
- Чемпион СССР (4): 1947, 1948, 1950, 1951.
- Серебряный призёр чемпионата СССР (1): 1949.
- Обладатель кубка СССР (2): 1948, 1951

### Личные
- Заслуженный мастер спорта СССР: с 1951 года.
- В списках 33 лучших (4): № 1 (1948, 1949, 1950, 1951).